# Elecciones parciales en Rochester y Strood de 2014

Localización del distrito electoral de Rochester and Strood en Kent.

El elecciones parciales en Rochester y Strood de 2014 se llevó a cabo 20 de noviembre de 2014, tras la dimisión de Mark Reckless.
Mark Reckless fue reelegido como diputado en la cámara de los Comunes de Westminster representando UKIP por el distrito electoral de Rochester y Strood en Kent, Ingliterra.